# Ваган (озеро)
Ваган — озеро в северной части Новгородской области России. Расположено на территории Неболчского сельского поселения Любытинского района. Принадлежит бассейну Волхова.
Озеро находится на высоте 140 метров над уровнем моря. Вытянуто с юго-запада на северо-восток. Ширина до 350 метров. Площадь поверхности озера — 1,3 км². В Ваган впадают несколько ручьёв, из южного конца вытекает река Мдичка. Площадь водосборного бассейна — 9,6 км². В южной части озера находится остров. недалеко от северного конца проходит дорога Неболчи — Окуловка. На западном берегу озера ранее находилась исчезнувшая в настоящее время деревня Ваган.
Код объекта в государственном водном реестре — 01040200211102000022259.